# Castel Goffredo
Castel Goffredo (lombardul: Castèl) település Olaszországban, Lombardia régióban, Mantova megyében. Lakosainak száma 12 622 fő (2023. január 1.). Castel Goffredo Castiglione delle Stiviere, Medole, Ceresara, Casaloldo, Asola, Casalmoro, Acquafredda és Carpenedolo községekkel határos.

## Népesség
A település lakossága az elmúlt években az alábbi módon változott:
| Lakosok száma | 12 596 | 12 633 | 12 622 |
|               | 2017   | 2018   | 2023   |